# Petrov, Hodonín
Petrov là một làng thuộc huyện Hodonín, vùng Jihomoravský, Cộng hòa Séc.